# Arul Latong
Arul Latong is een bestuurslaag in het regentschap Aceh Tengah van de provincie Atjeh, Indonesië. Arul Latong telt 666 inwoners (volkstelling 2010).